# Gegantisme insular

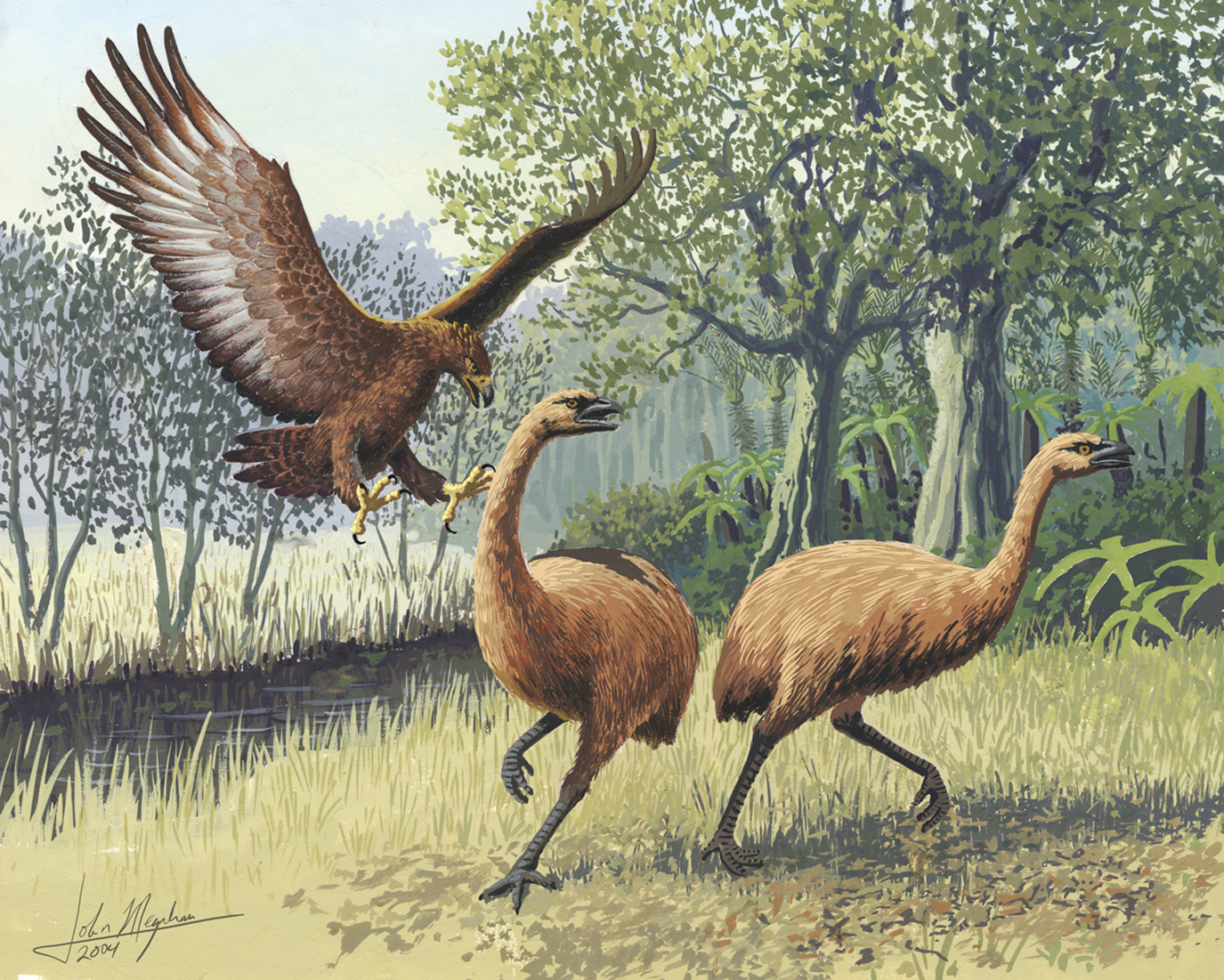
Les grans àguila de Haast i moes de Nova Zelanda.

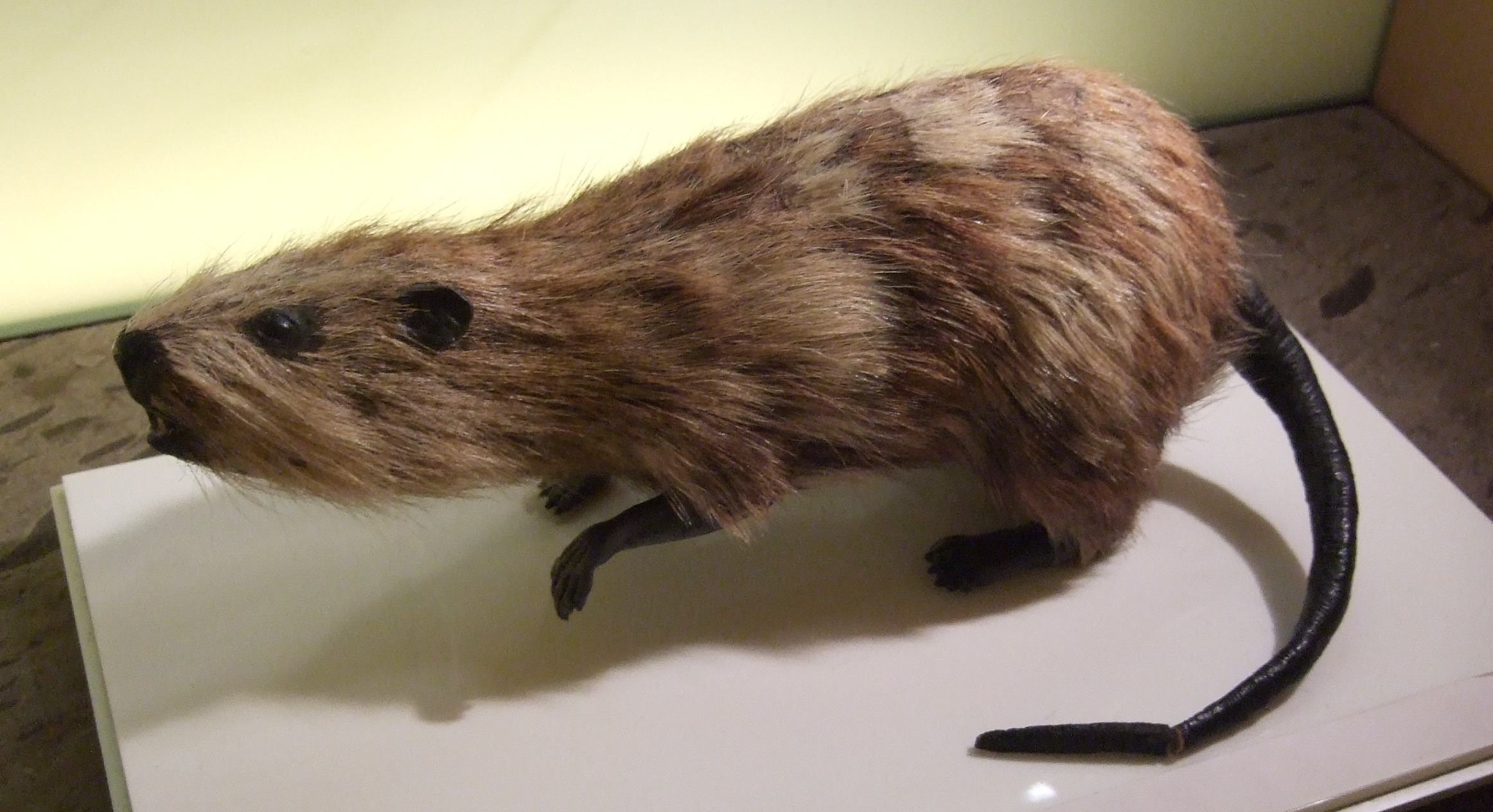
Canariomys bravoi o rata gegant de Tenerife.

El gegantisme insular és un fenomen biològic en què la mida dels animals aïllats en una illa augmenta dràsticament al llarg de les generacions. És una forma de selecció natural en què una mida més gran ofereix un avantatge de supervivència (vegeu regla de Bergmann). Una mida gran en els herbívors sol fer que sigui més difícil fugir o amagar-se dels predadors, però en illes, no sol haver-n'hi. Per tant, el gegantisme insular no és una tendència evolutiva deguda a paràmetres fonamentalment nous que determinen l'aptitud (com ara en el nanisme insular), sinó l'eliminació de restriccions. Amb l'arribada dels humans i els predadors associats (gossos, gats, rates i porcs), molts endemismes insulars gegants s'han extingit. A diferència del nanisme insular, el gegantisme insular es produeix en la majoria de grups de vertebrats i en invertebrats.